# Rodenbach (familie)
De familie Rodenbach, afkomstig uit het Rijnland, is bekend als oprichters en naamgevers van de Brouwerij Rodenbach in Roeselare. Zij speelde een belangrijke rol tijdens de Belgische Revolutie en bracht ook enkele bekende schrijvers voort. Het wapenschild van de familie Rodenbach getuigt van een adellijke afkomst.

## De familie Rodenbach

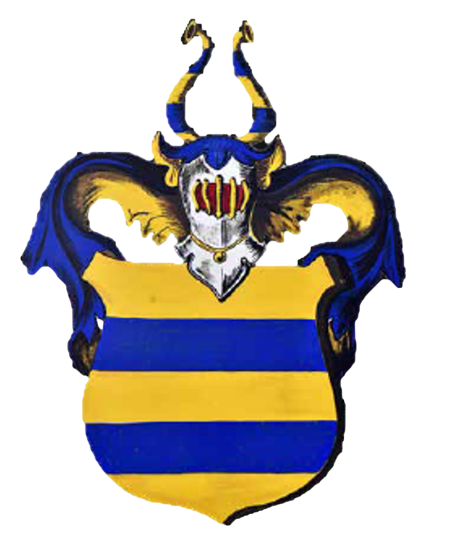
Rodenbach wapenschild

Stamvader was Ferdinand Rodenbach (1714-1783), een Duitse militaire chirurgijn, afkomstig uit Andernach am Rhein. Hij had gediend in het Oostenrijks leger tijdens de Oostenrijkse Successieoorlog, en werd als krijgsgevangene opgesloten in Rijsel. Na zijn vrijlating in 1748 nam hij ontslag uit het Oostenrijks leger en huwde hij met de handschoenmaker Johanna Vandenbossche uit Wakken. Hij vestigde zich in 1749 te Roeselare en werd er toegelaten tot het medische beroep. Met zijn vrouw Johanna Vandenbossche kreeg hij acht kinderen, van wie drie dochters en twee zonen de volwassen leeftijd bereikten.
Ferdinands oudste zoon Pieter Ferdinand Rodenbach (1759-1820) volgde hem op als chirurgijn in 1782. Hij nam in 1789 deel aan de Brabantse Omwenteling. Tijdens de Franse aanhechting was hij een bewonderaar van de idealen van de Franse Revolutie en werd hij benoemd tot adjoint au maire (wethouder). Hij liet zijn beroep van chirurgijn voor wat het was en begon een jeneverstokerij. Hij was lid van de West-Vlaamse Provinciale Staten gedurende het Verenigd Koninkrijk der Nederlanden. Later zette hij zich in voor de heropening van het Klein Seminarie Roeselare, dat gesloten was geweest tijdens de annexatie van de Oostenrijkse Nederlanden door Frankrijk. Hij had zeven kinderen met Anna Marie De Geest, waaronder zijn zonen Ferdinand, Alexander, Constantijn en Pedro. De jongens krijgen hun opleiding in Parijs.
Ferdinand Gregoor Rodenbach (1783-1841), broer van Alexander Rodenbach. Hij was luitenant-grenadier in La Grande Armée tot 1815. Hij werd handelaar en pachter der stadsaccijnzen. Hij stichtte, samen met zijn broers Alexander en Pedro, in 1821 de brouwerij Rodenbach en bleef vennoot tot 1836. Hij werd eveneens arrondissementscommissaris te Roeselare en Ieper. Hij had tien kinderen met Marie Vermander, onder wie Jules Rodenbach.
Jules Edmond Rodenbach (1824-1914) was de zoon van Ferdinand Gregoor Rodenbach en de vader van Albrecht en Ferdinand Rodenbach.
Albrecht Rodenbach  (1856-1880), de Vlaamse schrijver en dichter.
Ferdinand Rodenbach (1864-1938), jongere broer van Albrecht; schrijver en schilder.
Alexander Rodenbach (1786-1869), de Blinde Rodenbach, was mede-oprichter en leider van de brouwerij. Hij was een belangrijk oppositielid tegen koning Willem I, werd lid van het Nationaal Congres, en later gedurende 38 jaar volksvertegenwoordiger en gedurende bijna 25 jaar burgemeester van Rumbeke.
Constantin François Rodenbach (1791-1846) was geneesheer, leraar en later volksvertegenwoordiger en consul. Hij nam deel in 1812 aan de veldtocht van Napoleon naar Rusland als hulpmajoor en chirurgijn. Hij nam, zoals zijn boers Alexander en Ferdinand, deel aan de Belgische Revolutie in 1830. Hij was, samen met Jenneval coauteur van de eerste versie van de Brabançonne, het Belgisch volkslied. Hij lag aan de basis voor de keuze van de eerste Belgische koning  Leopold van Saksen-Coburg. Hij ligt begraven aan de voet van de Akropolis van Athene.
Constantin Auguste Rodenbach (1824-1891), zoon van Constantin François, was ambtenaar en schrijver.
Georges Rodenbach (1855-1898), Franstalig schrijver en dichter, was de zoon van Constantin Auguste.
Pedro  Rodenbach (1794-1848), de soldaat, mede-oprichter van de brouwerij en eigenaar vanaf 1836. Hij was lid van de Keizerlijke Wacht van Napoleon. Hij nam, zoals zijn broer Constantijn, deel in 1812 aan de veldtocht van Napoleon naar Rusland en vocht in 1815 in de Slag bij Waterloo aan de zijde van Nederlanders tegen de Fransen. In 1830 vocht hij rond Brussel tegen de Nederlanders gedurende de Belgische Revolutie. Hij had acht kinderen met Regina Wauters (1795-1874), een brouwersdochter uit Mechelen. In  de periode 1836 - 1864 nam zij de leiding van brouwerij in handen en zorgde voor verdere uitbreiding. Zij installeerde ook de eerste stoommachine in Roeselare. 
Edward Rodenbach (1823-1902) was de zoon van Pedro en Regina. Hij was eerst ondernemer van een mechanische spinnerij. Hij nam in 1864 de leiding over van de brouwerij en zorgde voor verdere expansie met de bouw van een nieuwe mouterij, in 1872 een moutast (nu een beschermd monument), gistkelders en een lagerkelder. Hij stelde in 1898 een sociaal vooruitstrevend werkhuisreglement op. Hij had vier kinderen met Eugenia Mergaert.
Eugène Rodenbach (1850-1889), was de enige zoon van Edward en Eugenia. Hij nam in 1878 de leiding van de brouwerij over en introduceerde er, na een stage in Engeland, de foeders. Na zijn dood nam zijn vader opnieuw de leiding over.

## Fotogalerij

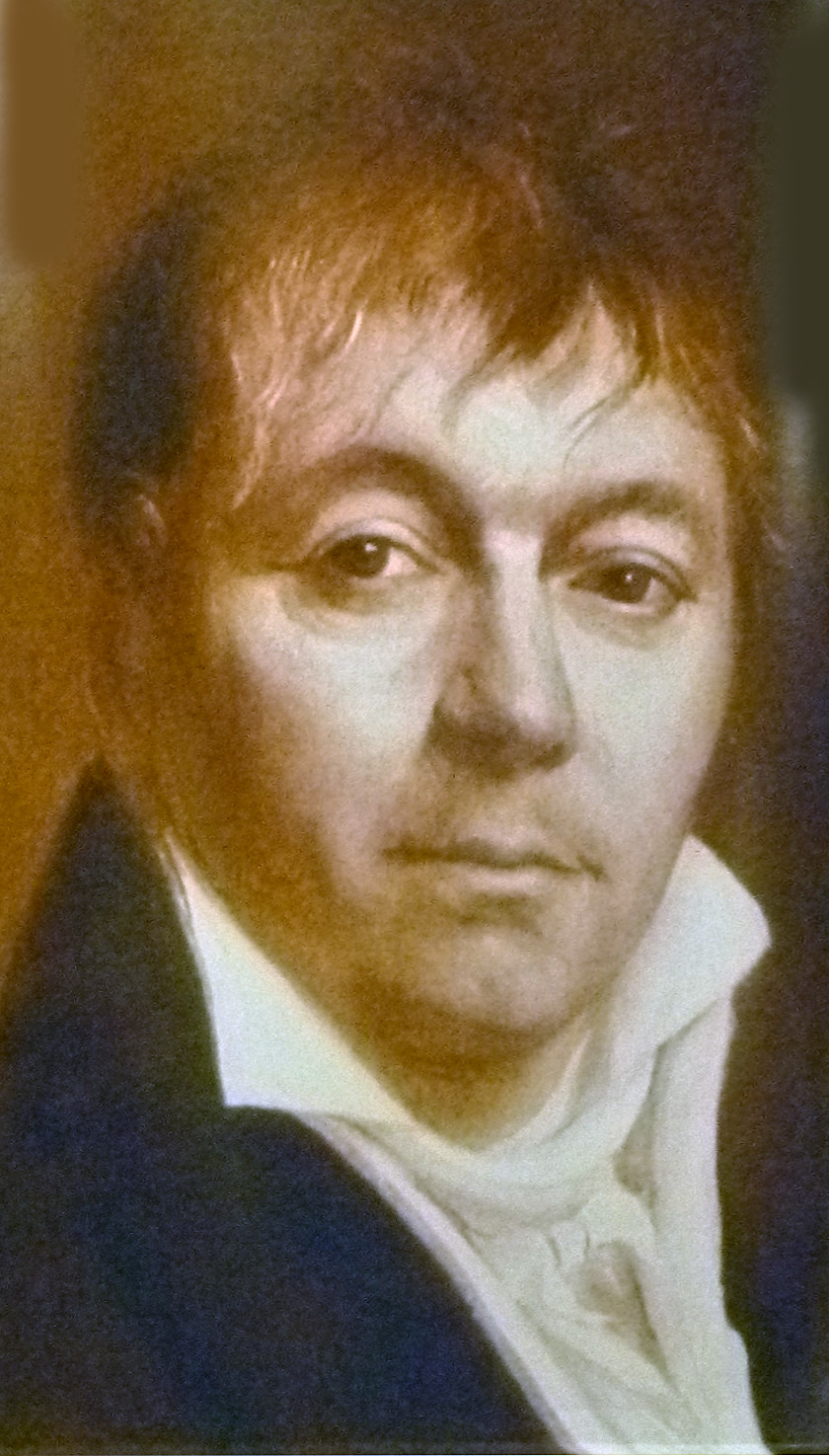
Pieter Ferdinand Rodenbach
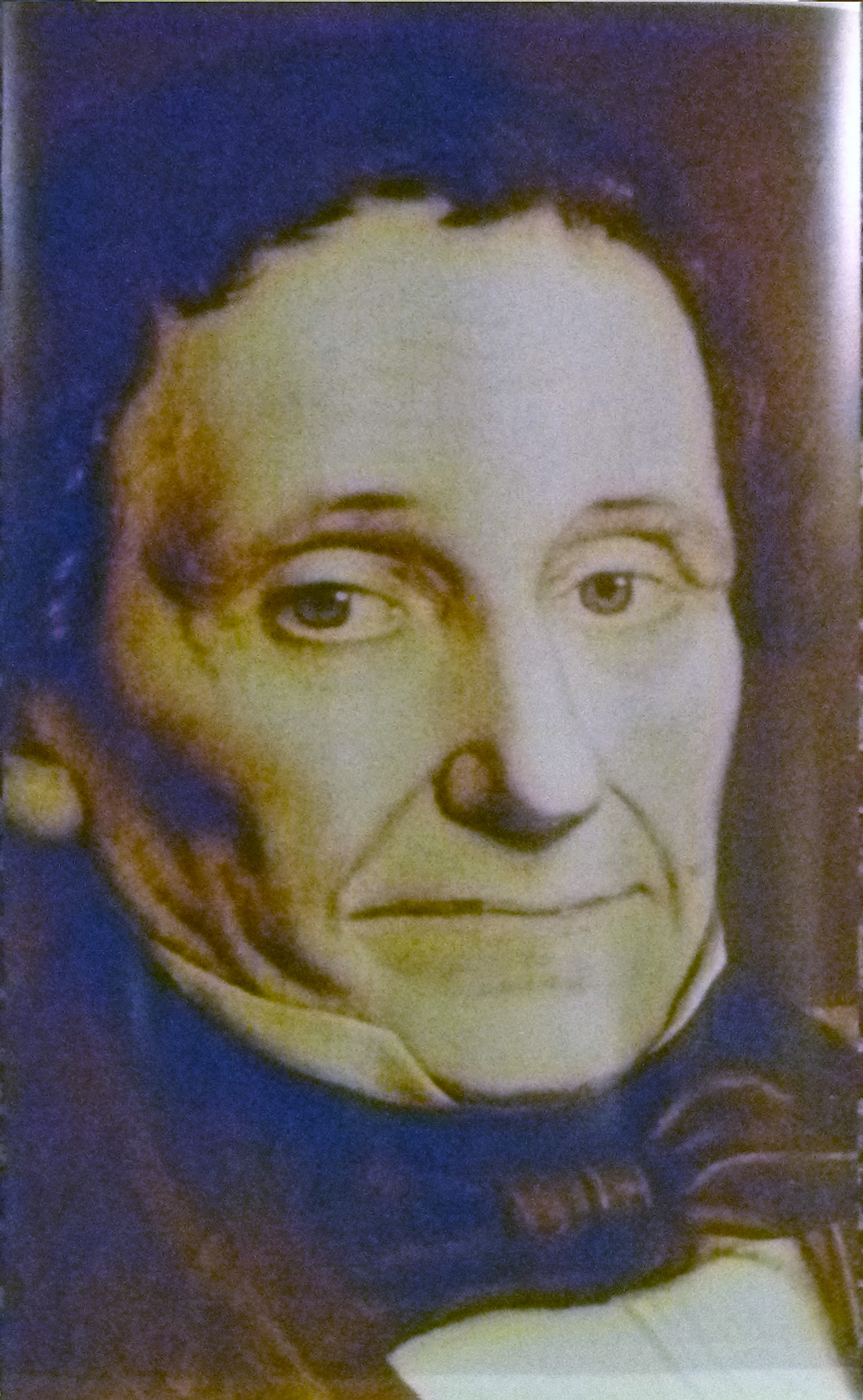
Ferdinand Gregoor Rodenbach
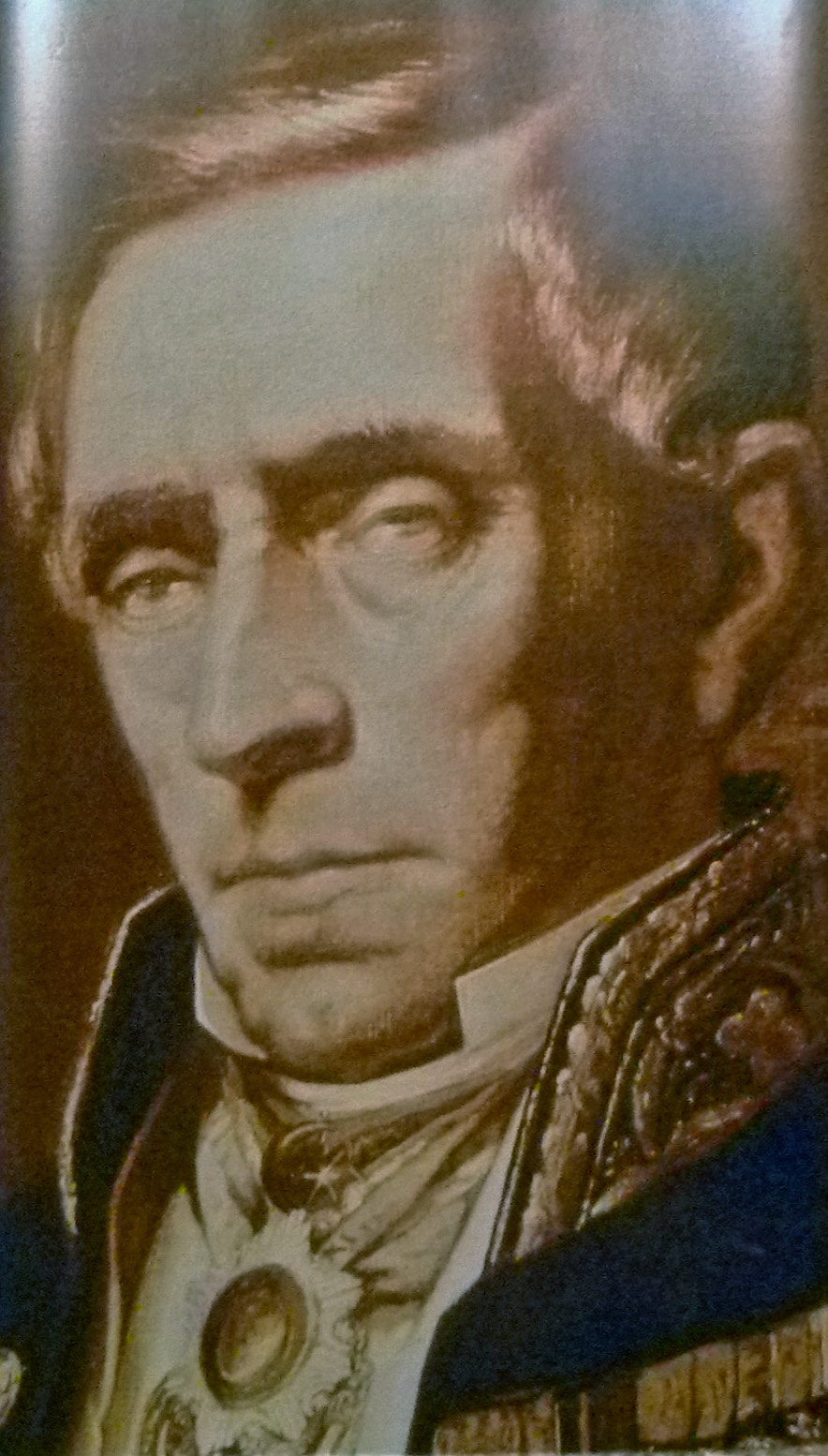
Alexander Rodenbach
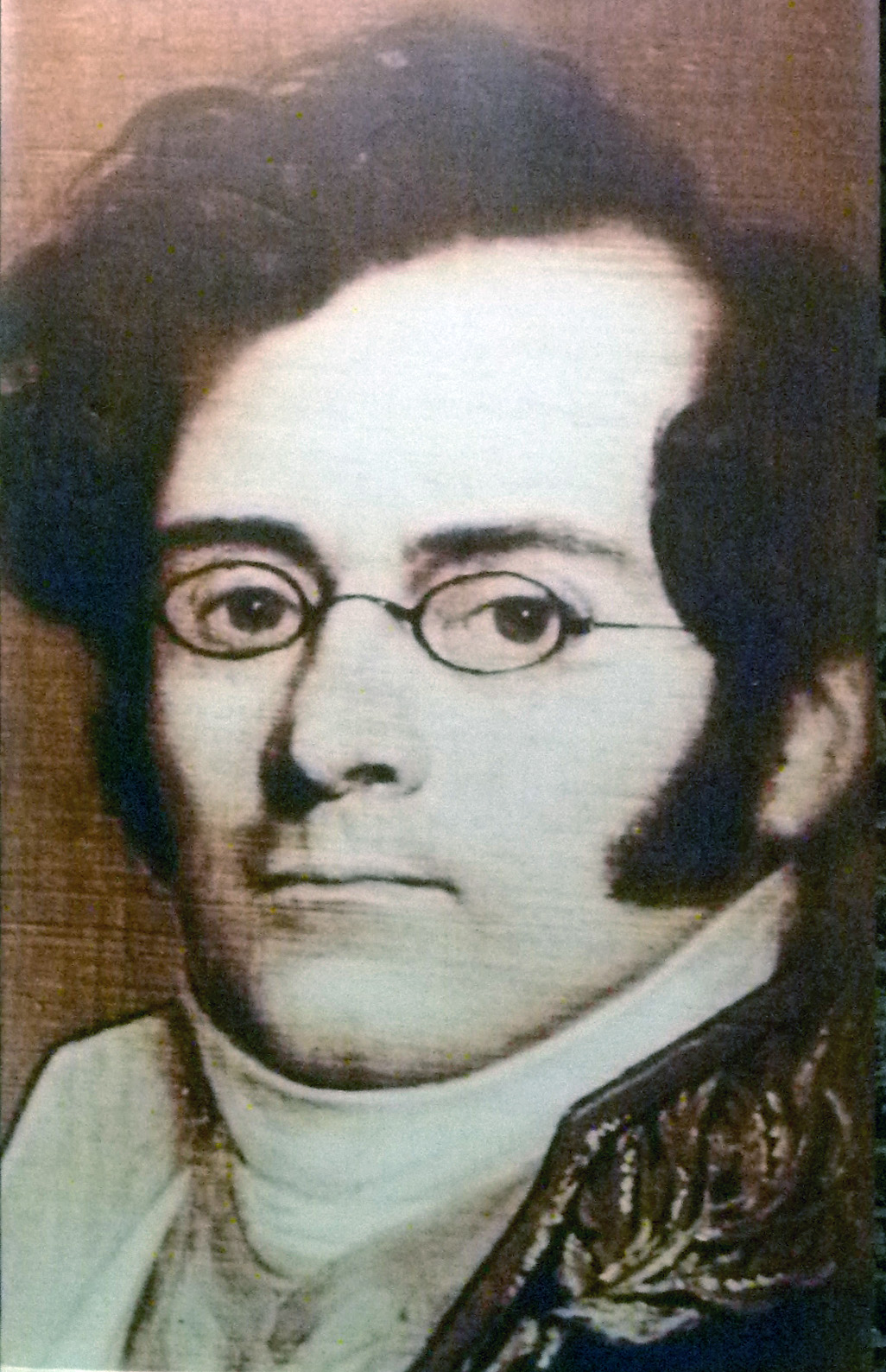
Constantijn Rodenbach
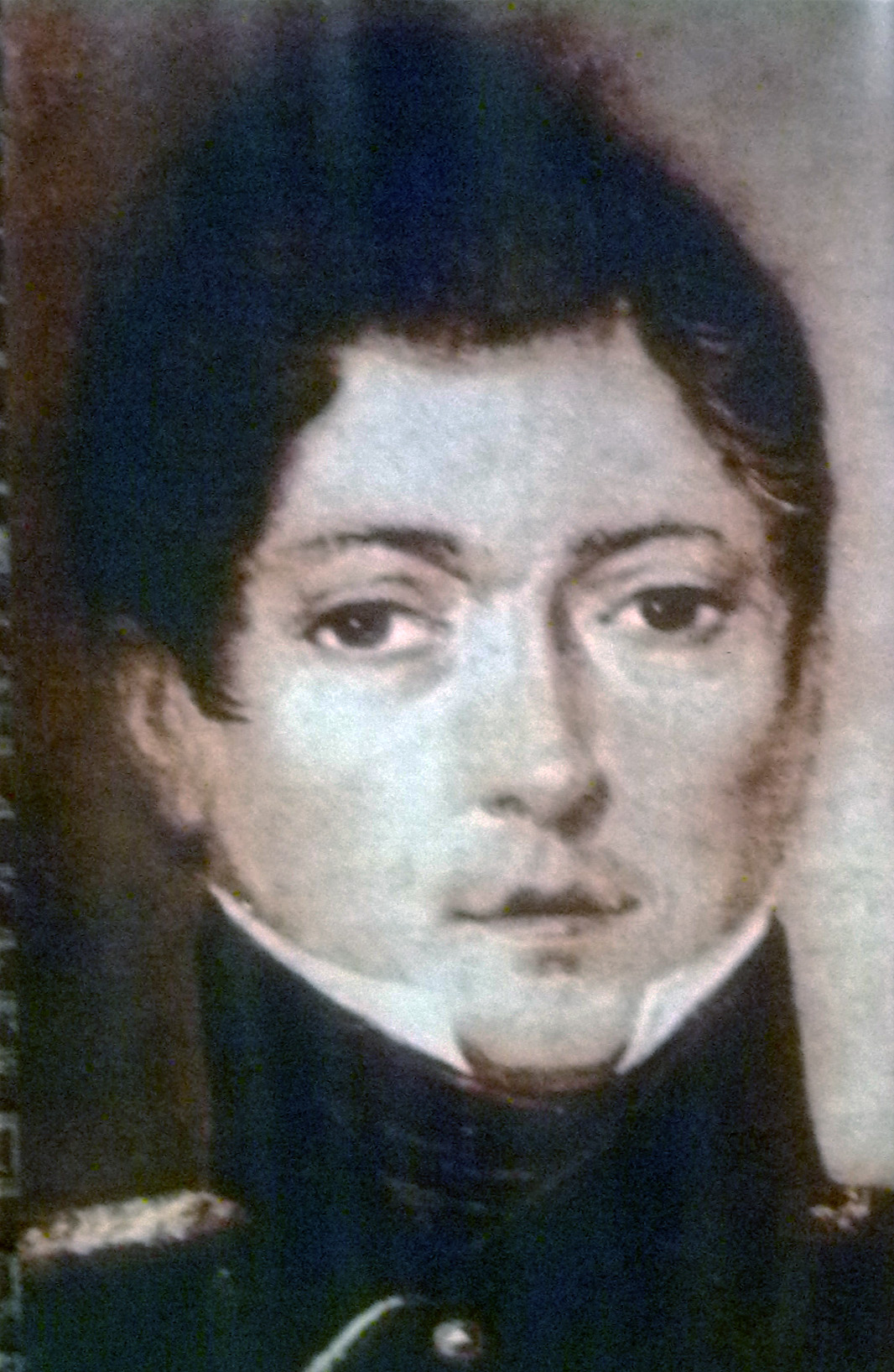
Pedro Rodenbach
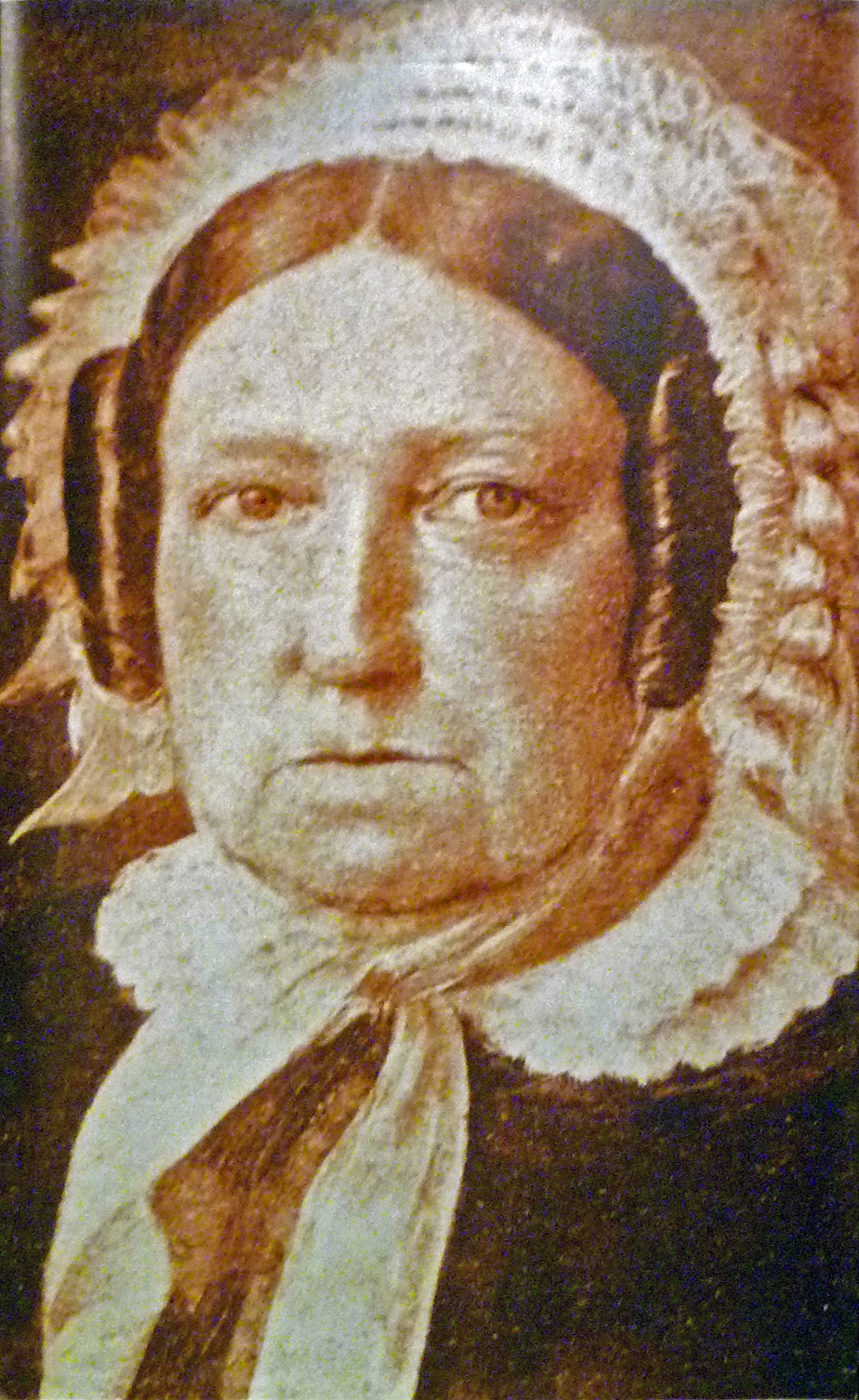
Regina Wauters
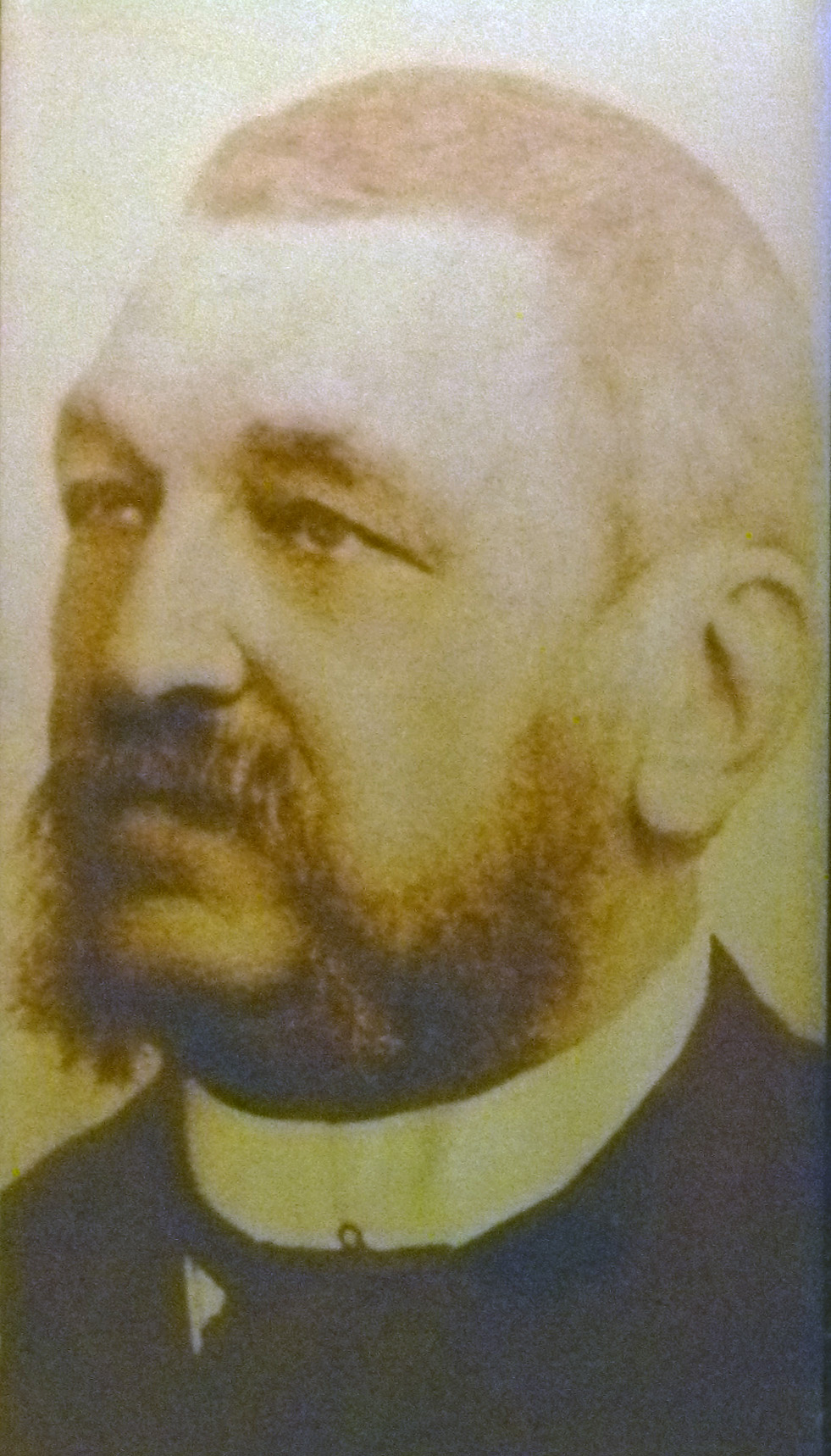
Edward Rodenbach
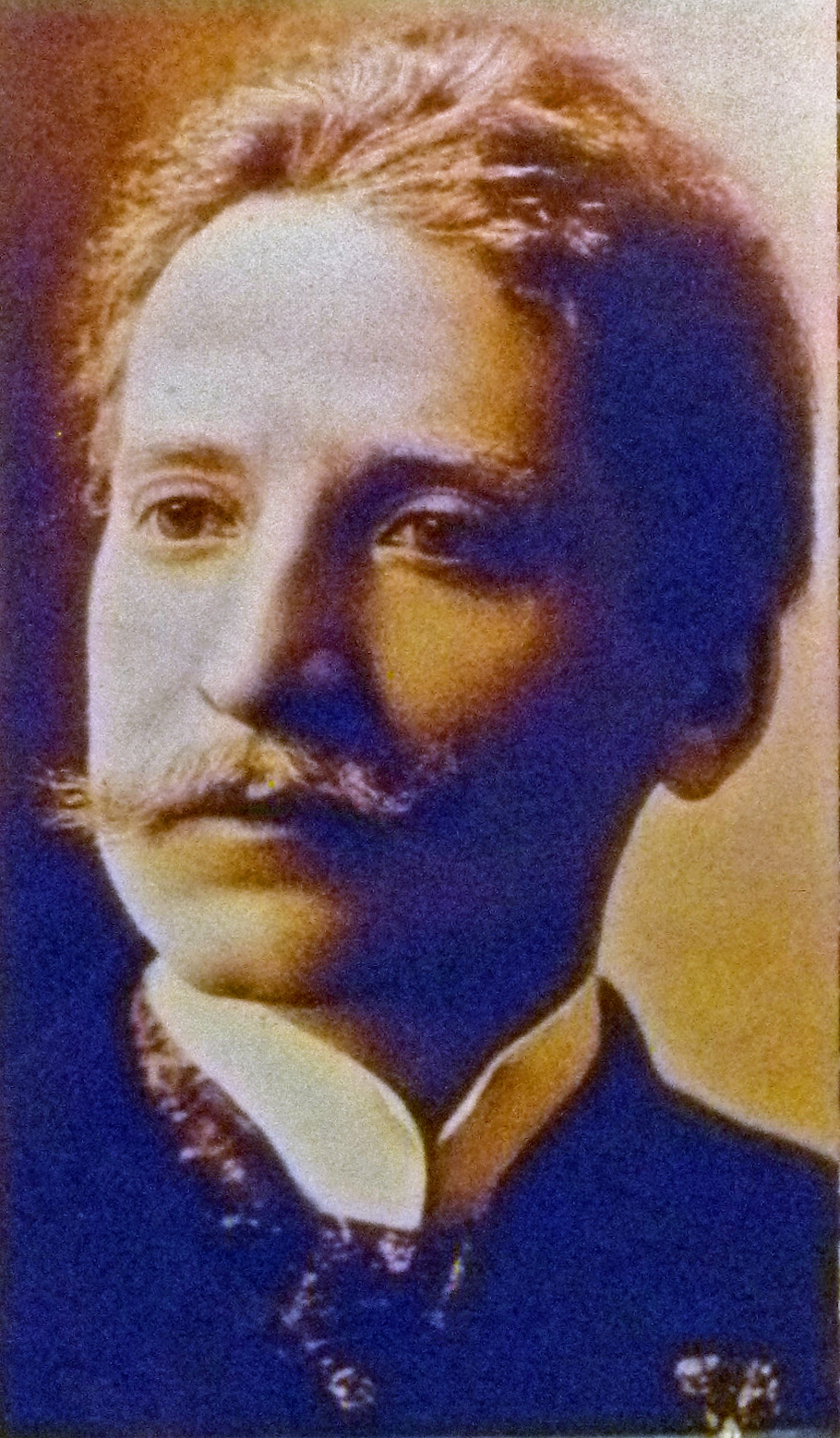
Georges Rodenbach
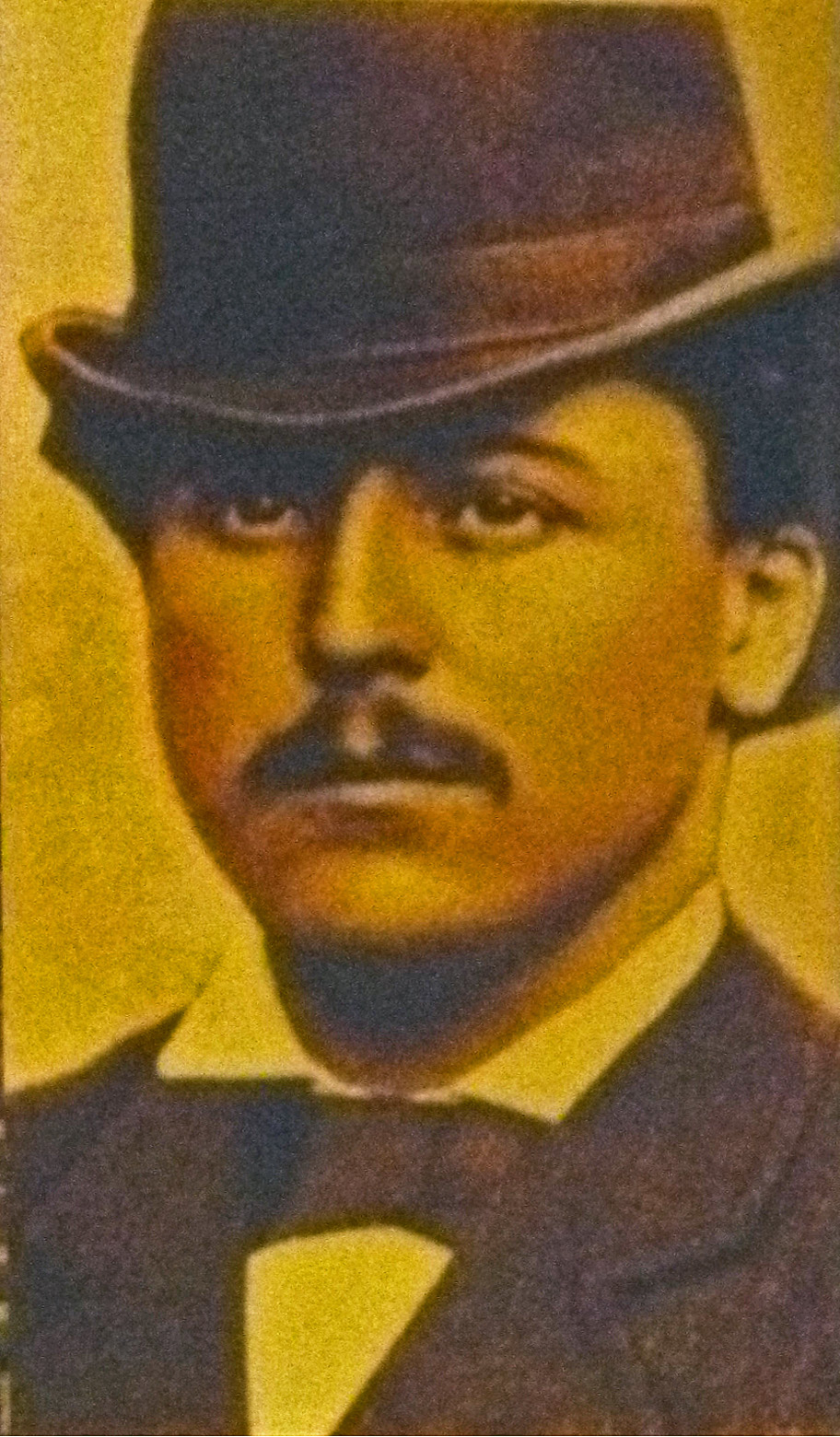
Albrecht Rodenbach

## Bron
Dit artikel, of een eerdere versie er van, is afgesplitst van het artikel Brouwerij Rodenbach.